# Saint-Jean-de-Nay
Saint-Jean-de-Nay è un comune francese di 395 abitanti situato nel dipartimento dell'Alta Loira della regione dell'Alvernia-Rodano-Alpi.

## Società

### Evoluzione demografica
Abitanti censiti